# Hriszto Iliev (labdarúgó)
Hriszto Brisztov Iliev (bolgárul: Христо Бристов Илиев, Szófia, 1936. május 11. – 1974. március 24.) bolgár válogatott labdarúgó.
A bolgár válogatott tagjaként részt vett az 1962-es világbajnokságon, illetve az 1960. évi nyári olimpiai játékokon.
37 éves korában autóbalesetben hunyt el 1974. március 24-én.

## Sikerei, díjai
Levszki Szofija
- Bolgár bajnok (2): 1964–65, 1967–68
- Bolgár kupa (4): 1955–56, 1956–57, 1958–59, 1966–67

Egyéni
- A bolgár bajnokság gólkirálya (1): 1964–65 (14 gól)